# Freddy Hardest
Freddy Hardest è un videogioco d'azione di genere misto pubblicato nel 1987 per Amstrad CPC, Commodore 64, MSX, PC booter e ZX Spectrum dalla spagnola Dinamic Software. Freddy Hardest è anche il nome del protagonista, che ricomparve nel seguito Freddy Hardest in South Manhattan del 1989.

## Trama
Freddy Hardest è un playboy spaziale oltre che un eroico agente segreto. Tornando da una festa, a causa del troppo alcool si schianta con la sua astronave sulla luna del pianeta Ternat, popolata da alieni ostili. Il gioco inizia accanto al relitto dell'astronave e Freddy, armato di pistola laser, deve prima attraversare il brullo paesaggio per poi penetrare in una base nemica sotterranea e rubare una delle astronavi nemiche parcheggiate per poter scappare.

## Modalità di gioco
Il gioco è diviso in due parti, caricabili come programmi separati. Per accedere alla seconda parte è necessario un codice segreto che viene rivelato quando si completa la prima parte.
Entrambe le parti sono giochi d'azione bidimensionali con visuale di profilo, dove Freddy deve evitare o combattere vari tipi di alieni, sparando con la pistola laser o usando mosse di corpo a corpo. Al contatto con un nemico si perde una vita.
La prima parte si svolge sulla superficie piana del satellite, a scorrimento orizzontale verso destra. Oltre ai nemici, che arrivano da entrambi i lati camminando o fluttuando, sono presenti precipizi da saltare e altri pericoli naturali. 
Nella seconda parte, all'interno della base nemica, l'ambiente è diviso in più piani, visibili due alla volta, collegati da corde, ascensori e cunicoli. Freddy deve esplorare la base in tutte le direzioni per trovare le batterie e i codici necessari a far funzionare una delle quattro astronavi nemiche. I codici si ottengono dai terminali di computer sparsi per la base, e ogni astronave necessita di codici diversi. Questa parte è a scorrimento orizzontale solo nella versione Commodore 64, mentre nelle altre la schermata cambia a scatti.